# Saint-Paul-Mont-Penit
Saint-Paul-Mont-Penit és un municipi francès situat al departament de Vendée i a la regió de País del Loira. L'any 2007 tenia 606 habitants.

## Demografia

### Població
El 2007 la població de fet de Saint-Paul-Mont-Penit era de 606 persones. Hi havia 238 famílies de les quals 55 eren unipersonals (20 homes vivint sols i 35 dones vivint soles), 82 parelles sense fills, 70 parelles amb fills i 31 famílies monoparentals amb fills.
La població ha evolucionat segons el següent gràfic:
Habitants censats

### Habitatges
El 2007 hi havia 278 habitatges, 244 eren l'habitatge principal de la família, 22 eren segones residències i 12 estaven desocupats. Tots els 277 habitatges eren cases. Dels 244 habitatges principals, 187 estaven ocupats pels seus propietaris, 52 estaven llogats i ocupats pels llogaters i 6 estaven cedits a títol gratuït; 1 tenia una cambra, 3 en tenien dues, 34 en tenien tres, 82 en tenien quatre i 124 en tenien cinc o més. 200 habitatges disposaven pel capbaix d'una plaça de pàrquing. A 113 habitatges hi havia un automòbil i a 117 n'hi havia dos o més.

### Piràmide de població
La piràmide de població per edats i sexe el 2009 era:
| Homes | Edats   | Dones |
| ----- | ------- | ----- |
| 0     | 95 o +  | 0     |
| 0     | 90 a 94 | 0     |
| 4     | 85 a 89 | 0     |
| 0     | 80 a 84 | 8     |
| 12    | 75 a 79 | 12    |
| 4     | 70 a 74 | 16    |
| 20    | 65 a 69 | 12    |
| 16    | 60 a 64 | 12    |
| 0     | 55 a 59 | 12    |
| 20    | 50 a 54 | 20    |
| 16    | 45 a 49 | 8     |
| 24    | 40 a 44 | 16    |
| 20    | 35 a 39 | 28    |
| 8     | 30 a 34 | 12    |
| 32    | 25 a 29 | 12    |
| 20    | 20 a 24 | 16    |
| 20    | 15 a 19 | 8     |
| 20    | 10 a 14 | 16    |
| 4     | 5 a 9   | 12    |
| 8     | 0 a 4   | 20    |

## Economia
El 2007 la població en edat de treballar era de 371 persones, 285 eren actives i 86 eren inactives. De les 285 persones actives 263 estaven ocupades (143 homes i 120 dones) i 23 estaven aturades (12 homes i 11 dones). De les 86 persones inactives 37 estaven jubilades, 21 estaven estudiant i 28 estaven classificades com a «altres inactius».

### Ingressos
El 2009 a Saint-Paul-Mont-Penit hi havia 271 unitats fiscals que integraven 675 persones, la mediana anual d'ingressos fiscals per persona era de 16.816 €.

### Activitats econòmiques
Dels 22 establiments que hi havia el 2007, 1 era d'una empresa extractiva, 2 d'empreses de fabricació d'altres productes industrials, 8 d'empreses de construcció, 2 d'empreses de comerç i reparació d'automòbils, 1 d'una empresa d'hostatgeria i restauració, 1 d'una empresa immobiliària, 3 d'empreses de serveis, 1 d'una entitat de l'administració pública i 3 d'empreses classificades com a «altres activitats de serveis».
Dels 8 establiments de servei als particulars que hi havia el 2009, 1 era un taller d'inspecció tècnica de vehicles, 2 guixaires pintors, 1 fusteria, 2 electricistes, 1 perruqueria i 1 restaurant.
L'any 2000 a Saint-Paul-Mont-Penit hi havia 23 explotacions agrícoles que ocupaven un total de 1.400 hectàrees.

## Equipaments sanitaris i escolars
El 2009 hi havia una escola elemental.

## Poblacions més properes
El següent diagrama mostra les poblacions més properes.